# Acord de Pau Complet

Mapa.
Sudan (Nord)
Darfur
Front Oriental, àrea d'operacions juliol de 2006
Sudan del Sud (celebrara referèndum per la independència el 2011)
Abyei (el CPA estableix un referèndum al mateix temps que el del Sudan del Sud; posposat indefinidament el maig del 2011)
el CPA estableix una consulta popular el 2011 al Kordofan del Sud i a l'estat del Nil Blau, però l'estatus no és clar

L'Acord de Pau Complet (Comprehensive Peace Agreement CCP, اتفاقية السلام الشامل Attifāqiyah al-Sāllāam aš-Šaāmil), també conegut com l'Acord de Naivasha (per haver-se firmat a Naivasha, Nairobi, Kenya), és un conjunt d'acords culminats el 9 de gener de 2005 en què foren signats, entre el Moviment d'Alliberament del Poble Sudanès (SPLM) i el Govern del Sudan (GOS). L'acord posava final a la Segona guerra civil sudanesa, i es suposava que havia de permetre desenvolupar un govern democràtic i compartir els ingressos del petroli. Establia també que en un termini de sis anys el Sudan del Sud podria fer un referèndum sobre la seva possible independència (2011).
El procés de pau fou patrocinat per l'IGAD (Intergovernmental Authority on Development), així com per un consorci de països donants.

## Components
El procés va resultar dels acords següents (també referit a ells com protocols) segons l'ordre de signatura (l'orde per capítols fou alterat a l'acord final):
- El Protocol de Machakos (o Capítol I), signat a Machakos, Kenya, el 20 de juliol de 2002. Acord sobre principis amples de govern i governació.
- Acord en qüestions de Seguretat (o Capítol VI), signat en Naivasha, Kenya 25 de setembre de 2003
- Acord sobre Repartiment de Riquesa (o Capítol III), signat a Naivasha, Kenya, el 7 de gener de 2004
- El Protocol sobre Repartiment de Poder (o Capítol II), signat en Naivasha, Kenya, el 26 de maig de 2004
- El Protocol sobre la Resolució del Conflicte a l'Àrea d'Abyei (o Capítol IV), signat a Naivasha, Kenya, el 26 de maig de 2004
- El Protocol sobre la Resolució del Conflicte al Kordofan del Sud i a l'estat del Nil Blau (o Capítol V), signat a Naivasha, Kenya, el 26 de maig de 2004
- Alto el Foc Permanent i Modalitats d'Aplicació de les qüestions de Seguretat i Apèndixs (o Annex I), signat a Naivasha, Kenya, el 30 d'octubre de 2004
- Les Modalitats d'Aplicació i Matriu d'Aplicació Global i Apèndixs (o Annex II), signat a Naivasha, Kenya, el 31 de desembre de 2004

L'acord final, complet es va signar a Naivasha el 9 de gener de 2005 i marcava el començament de les activitats d'aplicació.

## Aplicació

### 2007 retirada del Sud

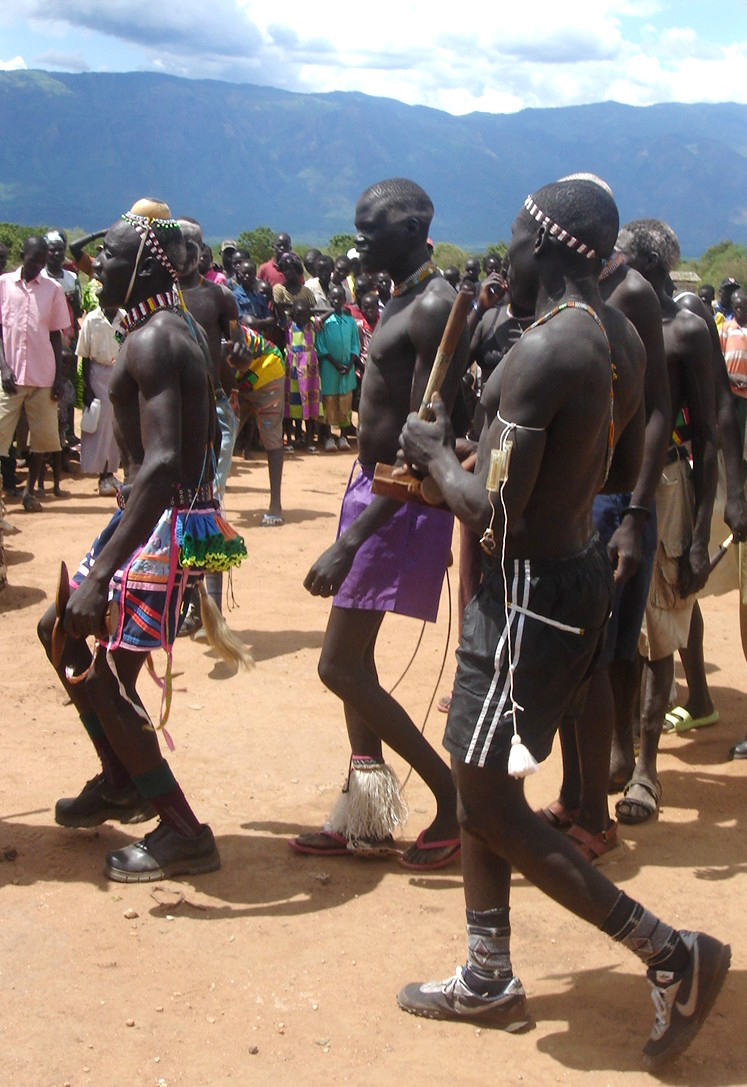
Ballarins a Kapoeta en un edifici celebren l'acord de pau, 2006

L'11 d'octubre de 2007, el SPLM es retirava del govern d'Unió Nacional del Sudan (GoNU), acusant el govern central de violar els termes del CPA. En particular, el SPLM manifestava que el govern basat a Khartum, dominat pel Partit del Congrés Nacional del Sudan, havia incomplert la retirada de més de 15.000 soldats dels camps petroliers del sud i no havia implementat el Protocol sobre Abyei. El SPLM manifestava que no estava retornant a la guerra, mentre que els analistes assenyalaven que l'acord s'havia estat desintegrant des de feia una temporada, notablement a causa del focus internacional en el conflicte de Darfur.
El SPLM va anunciar que es tornava a integrar al govern el 13 de desembre de 2007, després d'un acord. L'acord establia que la seu del govern rotaria entre Juba i Khartum cada tres mesos, encara que sembla que això serà en gran part simbòlic; també s'acordava establir un cens (vital per al referèndum) i un calendari per la retirada de tropes a través de la frontera.
Les tropes sudaneses del nord finalment abandonaven el Sudan del Sud el 8 de gener de 2008.

### Independència del Sudan del Sud
El referèndum sobre la independència es va celebrar del de 9 al 15 de gener de 2011. Els resultats finals foren un 98,83% de la població que va votar a favor de la independència. Sudan del Sud va assolir formalment la independència el 9 de juliol de 2011.

### Consultes Populars
Les consultes populars per l'estat del Nil Blau i Kordofan del Sud van quedar suspeses com a part del conflicte en curs en aquestes regions entre l'ala nord del SPLA (que va substituir al SPLA al nord quan el Sudan del Sud va esdevenir independent, i el govern central. El nord del Sudan va ocupar Abyei, de domini compartit, primer amb milícies i després amb forces regulars, i va fer impossible també celebrar el referèndum a aquesta regió.